# Ксудач
Ксудач — вулканический массив, находящийся на юге фронтальной вулканической зоны Камчатки. Он известен своими кальдерообразующими извержениями в позднем плейстоцене и голоцене. Находящийся в кальдере Ксудача конус Штюбеля известен эксплозивными извержениями. Единственное известное историческое извержение — извержение 28 марта 1907 года, разрушившее часть конуса Штюбеля. Пепел от этого извержения можно проследить более чем на 200 км к северу.
В восточной части кальдеры Ксудач находятся два озера — Ключевое и Штюбеля, отделённые друг от друга узкой перемычкой. Проявляется фумарольная и гидротермальная активность
Ксудач объявлен Памятником природы ландшафтно-геологического характера.
Севернее находится группа Ольхового.
Абсолютная высота — 1079 м.